# يان ماسيك
يان ماسيك هو كاياكير تشيكي، ولد في 6 يوليو 1978.

## روابط خارجية
- يان ماسيك على موقع الاتحاد الدولي للكانو (الإنجليزية)